# Двойнік Марія-Христина Олександрівна
Двойнік (Яневич) Марія-Христина Олександрівна («Альпака») (10 квітня 1992, Київ —13 листопада 2024, поблизу Покровська Донецької області) — українська волонтерка, зоозахисниця і військова парамедикиня медичного батальйону «Госпітальєри».

## Життєпис
Марія-Христина Олександрівна Двойнік народилась у Києві 10 квітня 1992 року в родині Олександра Яневича і Наталії Михайлової.
Перед початком повномасштабної війни брала активну участь у допомозі команді порятунку тварин KARG (Kyiv Animal Rescue Group). Серед захоплень Марії-Христини були подорожі, альпінізм, спелеологія, археологія, стрибки з парашутом.
З початком повномасштабної війни вона зайнялась активним волонтерством на користь ЗСУ. Особливо вагомою роботою в цій сфері було перевезення автомобілів на потреб фронту з закордону. Також, вона активно організовувала збір коштів на потреби фронту, а також вивозила тварин з прифронтових територій.
З кінця 2022 року долучилась до медичного батальйону «Госпітальєри» на правах бойового медика. Відзначилась високим професіоналізмом при порятунку поранених.
13 листопада 2024 року в ході ротаційного виїзду на евакуацію поранених неподалік Покровська Донецької області потрапила під обстріл, де отримала поранення несумісні з життям. 15 листопада 2024 року з загиблою бойовою медикинею попрощались у Михайлівському Золотоверхому соборі у Києві в присутності рідних та побратимів, а також небайдужих киян. Того ж дня її було поховано на Берковецькому кладовищі Києва.

## Пам'ять про діячку
В день загибелі Марії-Христини, прес-служба медичного батальйону «Госпітальєри» згадала про свою підлеглу наступним чином:
«Дуже світла, невгамовна, прагнуча знань, цілеспрямована людина, яка будувала безліч планів на майбутнє і самовіддано любила те, чим займалась. Вона волонтерила, закривала великі збори. Ще більше любила Україну, мріяла про її відновлення після перемоги».
Командир медичного батальйону «Госпітальєри» Яна Зінкевич згадала про свою посестру так:
«Вона не знала страху та не вагаючись ризикувала собою, щоб рятувати побратимів і допомагати їм повернутися додому живими. Росіяни обірвали її життя, забравши у нас підтримку, а у бійців – шанс на порятунок. Її серце завжди було відкрите для кожного, хто потребував допомоги. Ця загибель є страшним ударом по нашому батальйону. Світла пам’ять нашій сміливій посестрі Альпаці. Вона залишила по собі теплі спогади, які будуть жити в наших серцях. Її подвиг ніколи не буде забутий. Вклоняємось за кожне врятоване життя у цій війні. Герої гинуть, рятуючи інших. Честь».